# The Madcap Laughs
The Madcap Laughs es el primer álbum como solista de Syd Barrett después de abandonar Pink Floyd. Producido por Roger Waters, David Gilmour, Malcolm Jones y Peter Jenner, grabado en 1968 y editado el 2 de enero de 1970. La mayoría de sus canciones reflejan el estado mental de Barrett en ese tiempo. Fue un álbum con sesiones difíciles, ya que al ser una persona inestable los músicos difícilmente podían acompañarlo en cuanto a métrica y ejecución de sus piezas.
Es un disco distinto a lo que cualquier otro artista de la época hubiera hecho: caótico, depresivo, incoherente, psicodélico, brillante, carente de mayores arreglos. Gilmour tuvo la idea de publicar los temas en bruto, por ello en la mayoría de las canciones se escucha tan solo la voz de Barrett y su Fender Telecaster. Cabe destacar de este trabajo algunas canciones como "Dark Globe", "Here I Go", "Octopus", "Golden Hair" (un poema de James Joyce), "Long Gone", "Feel" (mezcla de bohemia e incoherencia) o "If It's In You" (con su voz desentonando sobre una melodía que cautiva al oyente). Sus letras exploran distintas atmósferas, consiguiendo en cada canción un mundo.
El álbum fue trascendente en el tiempo, ya que si bien no obtuvo tanta recepción comercial, fue ejemplo a seguir para muchos artistas, los cuales fueron influenciados por esta obra. Algunos de ellos son John Frusciante (Red Hot Chili Peppers), Damon Albarn (Blur) y David Bowie.
El álbum fue mínimamente exitoso, alcanzando un buen #40 en las listas del Reino Unido no fue lanzado en Estados Unidos hasta 1974, como un álbum doble combinado con su segundo trabajo, Barrett, esta compilación fue lanzada simplemente con el nombre de "Syd Barrett".

## Lista de canciones
Todas las canciones escritas y compuestas por Syd Barrett, excepto Golden Hair (la cual fue basada en un poema del escritor James Joyce).
| Cara A |                  | |          |  |
| N.º    | Título           | Notas | Duración |  |
| 1.     | «Terrapin»       | Toma 1, grabada el 11 de abril de 1969, pistas extra añadidas el 4 de mayo. Producida por Malcolm Jones    | 5:04     |  |
| 2.     | «No Good Trying» | Toma 3, grabada el 11 de abril de 1969, pistas extra añadidas el 3 y 4 de mayo Producida por Malcolm Jones | 3:26     |  |
| 3.     | «Love You»       | Toma 4, grabada el 11 de abril de 1969, pistas extra añadidas el 3 de mayo Producida por Malcolm Jones     | 2:30     |  |
| 4.     | «No Man's Land»  | Toma 5, grabada el 17 de abril de 1969, pistas extra añadidas el 4 de mayo Producida por Malcolm Jones     | 3:03     |  |
| 5.     | «Dark Globe»     | Toma 1, grabada el 5 de agosto de 1969 Producida por David Gilmour y Roger Waters                          | 2:02     |  |
| 6.     | «Here I Go»      | Toma 5, grabada el 17 de abril de 1969 Producida por Malcolm Jones                                         | 3:11     |  |

| Cara B |                             | |          |  |
| N.º    | Título                      | Notas | Duración |  |
| 1.     | «Octopus»                   | Toma 11, grabada el 12 de junio de 1969, pistas extra añadidas el 13 de junio Producida por Syd Barrett y David Gilmour                  | 3:47     |  |
| 2.     | «Golden Hair»               | Toma 11, grabada el 12 de junio de 1969 Producida por Syd Barrett y David Gilmour                                                        | 1:59     |  |
| 3.     | «Long Gone»                 | Toma 1, grabada el 26 de julio de 1969 Producida por David Gilmour y Roger Waters                                                        | 2:50     |  |
| 4.     | «She Took A Long Cold Look» | Toma 5, grabada el 26 de julio de 1969 Producida por David Gilmour y Roger Waters                                                        | 1:55     |  |
| 5.     | «Feel»                      | Toma 1, grabada el 26 de julio de 1969 Producida por David Gilmour y Roger Waters                                                        | 2:17     |  |
| 6.     | «If It's In You»            | Toma 5, grabada el 26 de abril de 1969 Producida por David Gilmour y Roger Waters                                                        | 2:26     |  |
| 7.     | «Late Night»                | Toma 2, grabada el 28 de mayo de 1968, pistas extra añadidas 11 de abril de 1969 Producida por Pete Jenner, Malcolm Jones (pistas extra) | 3:10     |  |

En la edición especial del álbum, se añadieron pistas extras, más en específico tomas inéditas de las sesiones del álbum
| Bonus Tracks de la reedición especial |                                              |          |  |
| N.º                                   | Título                                       | Duración |  |
| 1.                                    | «Octopus (Tomas 1 y 5)»                      | 3:08     |  |
| 2.                                    | «(It's) No Good Trying (Toma 5)»             | 6:21     |  |
| 3.                                    | «Love You (Toma 1)»                          | 2:28     |  |
| 4.                                    | «Love You (Toma 3)»                          | 2:10     |  |
| 5.                                    | «She Took A Long Cold Look (At Me) (Toma 4)» | 2:44     |  |
| 6.                                    | «Golden Hair (Toma 5)»                       | 2:28     |  |

## Personal
- Syd Barrett – guitarra, voz, productor
- David Gilmour – bajo, guitarra acústica de 12 cuerdas, batería en "Octopus", productor
- Jerry Shirley – batería
- Willie Wilson – bajo
- Componentes de Soft Machine, en pistas 2 y 3:
  - Hugh Hopper – bajo
  - Mike Ratledge – teclados
  - Robert Wyatt – batería
- Peter Jenner – productor
- Malcolm Jones – productor
- Roger Waters – productor
- Tony Clark – ingeniería
- Jeff Jarratt – ingeniería
- Phil McDonald – ingeniería
- Peter Mew – ingeniería
- Mike Sheady – ingeniería
- Mick Rock – fotografía
- Hipgnosis (Storm Thorgerson y Aubrey Powell) – diseño de carátula